# Ракитник Вульфа
Ракитник Вульфа (лат. Cytisus wulffii) — многолетнее растение семейства Бобовых. Эндемик Северо-Восточного Причерноморья, занесен в Красную книгу Украины и Европейский красный список. Декоративное и медоносное растение.
Вид назван в честь советского ботаника Евгения Владимировича Вульфа.

## Описание
Небольшой куст 5—20 см высотой, хамефит. Побеги стелющиеся, на верхушке восходящие, опушенные. Листья тройчатые, состоят из яйцеподобно-опушенных ланцетных листочков. Цветки желтые, собраны в односторонние гребенчатые кистевидные соцветия, расположенные поодиночке или попарно в пазухах листьев. Плод — широко линейно-ланцетные, густо опушенный боб.

## Экология и распространение
Растение светолюбивое, засухоустойчивое, предпочитает почвы, богатые на кальций. Растет в несформированных петрофитных (каменелюбивых) растительных группировках на известняковых скалах, яйлах, у верхней границы сосновых лесов.
Цветет в мае-июле, опыляется насекомыми. Плодоносит в июле-августе. Размножается семенами.
Ареал ракитника Вульфа узкий и охватывает участки Горного Крыма и Южного побережья Крымского полуострова, причем подавляющее большинство ячеек расположено на горе Ай-Петри. А. В. Ена включил его в список эндемичных растений Крыма. Также растение встречается возле Новороссийска.

## Значение и статус вида
Состояние популяций стабильное, но вид имеет узкую эколого-ценотическую амплитуду и слабую конкурентную способность, что препятствует его более широкому распространению в природе. Кроме того, ракитник Вульфа страдает от сильной антропогенной нагрузки. Растение охраняется в Байдарском заказнике, Ялтинском горно-лесном и Крымском природных заповедниках.
Благодаря компактному габитусу, засухоустойчивости и обильному цветению ракитник Вульфа встречается в культуре. Вид перспективный для распространения как декоративный. В дикой природе он ценен тем, что задерживает частицы почвы на крутых склонах, предотвращая их эрозию.